# Normalización perceptiva
La normalización perceptiva es un proceso llevado a cabo por el oyente con el fin de identificar una misma unidad lingüística a pesar de ser emitida por diferentes hablantes, a diferentes velocidades, o con distintas entonaciones. El habla de cada persona no solamente incluye el contenido del enunciado, sino que además transmite ciertas señales que permiten al oyente reconocer las características sociolingüísticas y físicas de quien emite el enunciado: parece que nuestra corteza auditiva es capaz de transformar la señal auditiva del habla en información que permite al oyente conocer tanto el tamaño del tracto vocal como su forma. Sin embargo, estos rasgos diferenciales de cada hablante son también los causantes de una variabilidad en el habla que dificulta al oyente la comprensión del mensaje, ya que impiden la existencia de una relación directa entre los rasgos acústicos y las representaciones fonéticas o fonológicas. La normalización lingüística consiste, por tanto, en la habilidad que los usuarios de la lengua tenemos para reconocer un sonido asumiendo esta variabilidad.

## La variabilidad lingüística
El proceso de la descodificación lingüística incluye varias etapas: audición, percepción y  comprensión. Mediante la audición, la onda sonora se transforma en una representación neurológica. Durante el proceso de percepción, esas representaciones neurológicas son segmentadas, clasificadas y categorizadas por el sistema nervioso central. Por último, la comprensión consiste en la asignación de un contenido gramatical, semántico y conceptual al sonido percibido. El proceso a través del cual el oyente reconoce una serie de estímulos como la vocal [ i ] o la vocal [ e ] forma parte del proceso de percepción.
Como se ha explicado arriba, una de las principales dificultades que presenta la descodificación de un mensaje es la variabilidad de las unidades lingüísticas. La variabilidad se define como “la falta de correspondencia entre las unidades lingüísticas y los rasgos fónicos de la onda sonora”. Existen varios factores que provocan la variabilidad. En primer lugar, cada persona tiene un habla diferente, condicionada por las características físicas de su aparato fonador (principalmente la longitud y masa de las cuerdas vocales y la longitud de las cavidades supraglóticas, pero también repercuten en las características acústicas del habla la implantación o ausencia de los dientes, la flexibilidad de la lengua o las condiciones en las que se encuentran las cuerdas vocales).
Pero la variabilidad no solamente tiene lugar de un individuo a otro, sino que también una misma persona posee un margen de variación en sus emisiones, que depende de la situación en la que se encuentre, el ritmo con el que se emita el mensaje o la actitud que se adopte, entre otros factores
Como consecuencia de todo ello se da el caso de que un mismo mensaje puede variar en función de quién lo emite y en qué condiciones se emite. Esto quiere decir que un mismo sonido [ i ] puede tener características acústicas muy diferentes, lo que dificulta su identificación. Para reconocer el sonido, por tanto, el hablante necesita normalizar aquellas diferencias que no sean significativas, es decir, identificar los factores variables como tales.

## El estudio de la normalización perceptiva en las vocales
En el estudio de los mecanismos que subyacen a la normalización, las vocales han tenido un papel central. La principal característica que diferencia a las vocales son los formantes: frecuencias de resonancia provocadas por una determinada configuración del tracto vocal y que se superponen a las resonancias armónicas de la fuente glotal. El primer formante (F1) y el segundo formante (F2) son los que principalmente determinan el tipo de vocal. Mientras que F1 indica la altura de la vocal, F2 señala una posición más adelantada o más retrasada en el tracto vocal.
Con respecto a las estrategias que pueden intervenir en el proceso de la normalización de las vocales, se han propuesto varias explicaciones. En primer lugar, se ha señalado la relación entre la frecuencia fundamental (f0) y el resto de los formantes como uno de los mecanismos que posiblemente influyan en la identificación de una unidad lingüística. Si una persona tiene una f0 más alta, de forma inconsciente se esperarán formantes más altos en sus vocales.
En segundo lugar, el área de dispersión vocálica también ha sido mencionada como un posible factor influyente en el reconocimiento de los sonidos. Esto quiere decir que “el espacio delimitado por las vocales extremas del triángulo (en nuestra lengua /i, a, u/) proporcionarían una zona de referencia para situar las vocales intermedias”.
Por último, se ha propuesto también la importancia del tercer formante (F3). Esta frecuencia depende de la longitud del tracto vocal del hablante. Se ha señalado que la frecuencia central de F3 parece variar en correlación con la frecuencia fundamental (f0) y se mantiene más o menos constante en todas las vocales de ese hablante. El F3 actuaría entonces como el factor normalizador, ya que al ser este más estable podría proporcionar una referencia con la que estimar la posición de los dos primeros formantes.

## El estudio de la normalización perceptiva en las consonantes
Aunque el foco en el estudio de la normalización perceptiva ha recaído, como ya se ha señalado, mayoritariamente sobre la percepción de las vocales, el oyente es también sensible a otras diferencias en la percepción de las consonantes o la prosodia. Un experimento de Mann y Repp apunta a que los oyentes no identifican las características de la persona emisora en función de las propiedades de las consonantes que emite, sino que su reconocimiento se fundamenta principalmente en las vocales que las acompañan. Sin embargo, otros experimentos (Schwartz, 1968; May, 1966) identificaron una variación en las fricativas en función del sexo de los hablantes. Este descubrimiento ha sido replicado varias veces (Mann and Repp, 1980; Johnson, 1991; Strand and Johnson, 1996).

## Otros factores que intervienen en la identificación de un sonido
Hay otros elementos que pueden influir en la percepción del mensaje, como el contexto lingüístico (generalmente de las vocales) o la información visual (los oyentes perciben el discurso en relación con una representación interna de la persona que habla). Martin Joos propone la existencia de un sistema coordinado (coordinated system) que actúa en la percepción de las vocales. Johnson menciona la existencia de propuestas (Martin Joos, 1948) que explican el fenómeno de la normalización como un proceso activo según el cual los oyentes construyen un marco de referencia la primera vez que conocen a una persona y la oyen hablar.